# Slag bij Jerusalem Plank Road
De Slag bij Jerusalem Plank Road vond plaats tussen 21 juni en 23 juni 1864 bij Petersburg, Virginia. Deze slag is ook gekend als de Eerste slag bij de Wilmington and Weldon Railroad. Het was de eerste slag in een reeks waarbij de Noordelijke stellingen opgeschoven werden in westelijke richting om de Zuidelijke bevoorradingslijnen af te snijden. Twee noordelijke korpsen van het Army of the Potomac probeerden de spoorweg te vernietigen. Ze werden echter aangevallen door het Third Corps van het Army of Northern Virginia. De veldslag zelf eindigde onbeslist. De spoorweg bleef tijdelijke in Zuidelijke handen. De Noordelijken bouwden hun linies verder uit in westelijke richting om de druk op de Zuidelijken te vergroten.

## Achtergrond
Nadat de Tweede slag bij Petersburg mislukt was de week ervoor, besliste luitenant-generaal Ulysses S. Grant met tegenzin om een soort beleg op te slaan voor Petersburg en Richmond. De stellingen voor beide steden werden ondertussen bemand door de soldaten van het Zuidelijke Army of Northern Virginia onder leiding van generaal Robert E. Lee. Het Noordelijke Army of the Potomac onder leiding van generaal-majoor George G. Meade nam stellingen in ten oosten van de stad die vanaf de Jerusalem Plank Road tot aan de Appomattox liepen.
Grants eerste doel was de nog drie overgebleven spoorwegen afsnijden die Petersburg en Richmond van de nodige voorraden voorzagen. Dit waren de South Side spoorweg die naar Lynchburg in het westen liep. De Wilmington and Weldon spoorweg die naar Weldon in North Carolina liep en naar Wilmington in North Carolina (de enige Zuidelijke haven) en de Richmond and Petersburg spoorweg. Enerzijds stuurde hij een cavaleriedivisie eropuit om de South Side en Weldon spoorwegen aan te pakken (zie de Wilson-Kautz Raid) en anderzijds stuurde hij een sterke infanteriemacht naar de Weldon spoorweg dichter bij de Noordelijke stellingen. Meade selecteerde het II Corps, die tijdelijk aangevoerd werd door generaal-majoor David B. Birney omdat generaal-majoor Winfield S. Hancock last had van een verwonding opgelopen in Gettysburg, en het VI Corps onder leiding van generaal-majoor Horatio G. Wright. De vrijgekomen stellingen werden ingenomen door eenheden van het Army of the James die overgeplaatst werden van Bermuda Hundred.
Terwijl de Noordelijke troepen hun linies herformeerden op 21 juni in voorbereiding voor de komende actie arriveerde een onverwachte bezoeker. Per boot arriveerde president Abraham Lincoln in het nieuwe hoofdkwartier van Grant bij City Point, Virginia. Na het doornemen van de strategie en de komende acties met Grant bezocht Lincoln de soldaten van het VI Corps die zouden deelnemen aan de komende actie.

## De slag

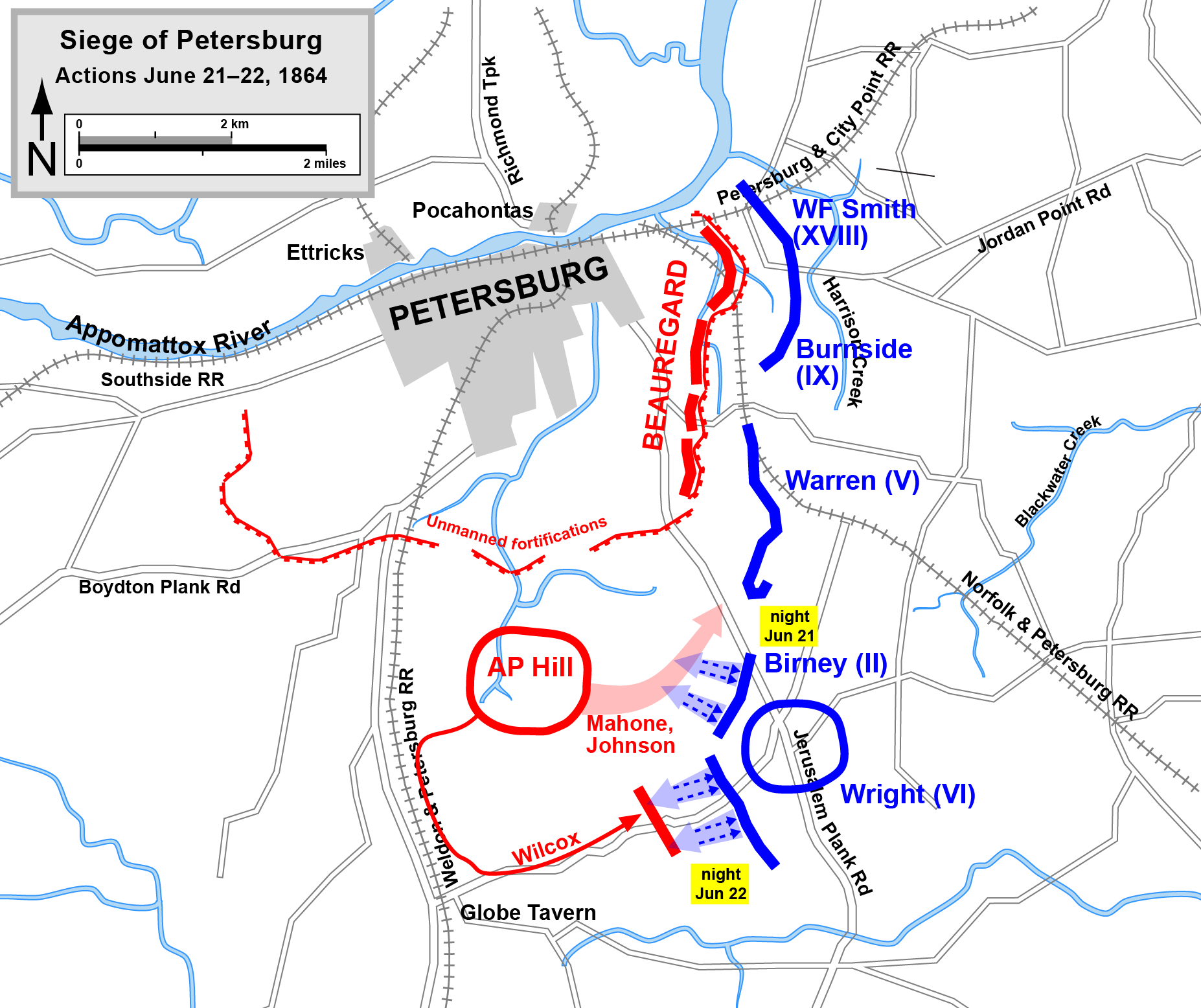
Belegering van Petersburg: acties tegen de spoorwegen en de Zuidelijke tegenaanval op 21 juni en 22 juni 1864

Op 21 juni verkenden eenheden van het II Corps de spoorweg en vochten schermutselingen uit met de Zuidelijke cavalerie. Het aanvalsplan bestond eruit dat het II en VI Corps samen de Jerusalem Plank Road zouden oversteken om daarna in noordwestelijke richting ter draaien om de spoorweg te bereiken. Het moeilijke terrein vertraagde de opmars. In de ochtend van 22 juni ontstond er een gat tussen beide korpsen. Terwijl het II Corps aan de vooropgezette draaibeweging begon, botste het VI Corps op eenheden van generaal-majoor Cadmus Wilcox’ divisie van luitenant-generaal A.P. Hills korps. In plaats van de Zuidelijken tegemoet te treden, groeven de Noordelijken zich in. Brigadegeneraal William Mahone, bevelhebber van een andere divisie van Hill korps merkte de opening tussen de twee Noordelijke korpsen op en greep zijn kans.

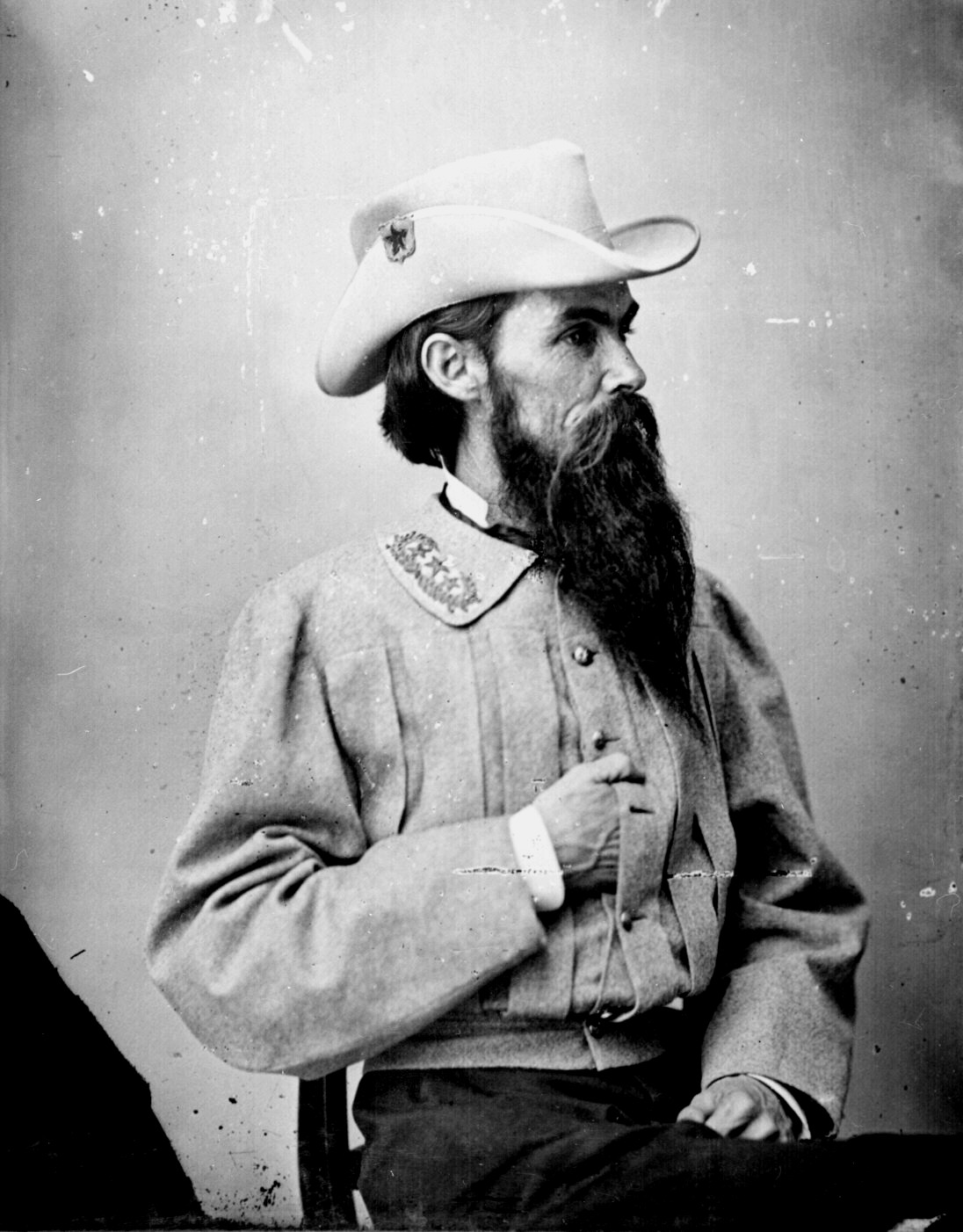
Brigadegeneraal William Mahone

Mahone was voor de oorlog een spoorwegingenieur geweest en had persoonlijk toegezien op de aanleg van de verschillende spoorwegen rond Richmond en Petersburg. Hij kende de streek dan ook als zijn broekzak. Hij wist van het bestaan af van een ravijn waar hij zijn soldaten kon verbergen voor de Noordelijken. Lee keurde Mahones plan goed. Toen de divisie van brigadegeneraal Francis C. Barlow van het Noordelijke II Corps voorbij getrokken was, verschenen Mahones soldaten in hun achterhoede. De Noordelijken waren volledig van hun stuk gebracht.
Barlows divisie stortte vrijwel onmiddellijk in. Ook de divisie van brigadegeneraal John Gibbon, die borstweringen opgeworpen had, werd eveneens in de achterhoede aangevallen en brak ook. Mahone stuurde een koerier naar Wilcox om zijn troepen in de aanval te helpen. Wilcox vreesde echter het VI Corps voor zijn stellingen. De twee regimenten die hij wel stuurde, arriveerde te laat om enig verschil te maken. De eenheden van het II Corps vonden beschutting in de reserveborstweringen die ze dag ervoor aangelegd hadden. Bij het invallen van de duisternis werd het vechten gestaakt.
Op 23 juni rukte het II Corps opnieuw op om het verloren gegane terrein te heroveren. De Zuidelijken hadden zich echter terug getrokken. Meade gaf het bevel aan het VI Corps om een nieuwe aanval te openen om de Weldon Spoorweg te bereiken. Soldaten van brigadegeneraal Lewis A. Grants 1ste Vermond Brigade bereikten de spoorweg en begonnen de rails te vernietigen. Ze werden echter al snel aangevallen door een grotere eenheid Zuidelijke soldaten. Er werden verschillende Noordelijken gevangengenomen. Ze hadden slechts enkele honderden meters spoorweg vernietigd. Meade drong er verschillende keren bij Horatio G. Wright op aan om de vijand aan te vallen. Wright weigerde echter om zijn soldaten hetzelfde lot te besparen van die van het II Corps. Om 19.35u gaf Meade het op en zei tegen Wright dat de vertraging fataal was voor het succes van de aanval.

## Gevolgen
De Noordelijken verloren 2.962 soldaten. De slag was onbeslist geëindigd zonder voordelen voor de strijdende partijen. De Zuidelijken behielden de controle over de Weldon Spoorweg. De Noordelijken hadden slechts een klein deel van de spoorweg kunnen vernietigen. Ze hadden echter wel hun eigen linies in westelijke richting uitgebreid. Dit was een strategie dat Grant tot in de lente van 1865 zou volhouden. Andere delen van de Weldon Spoorweg zouden tijdens de Wilson-Kautz Raid vernietigd worden en in Noordelijke handen vallen na de Slag bij Globe Tavern in augustus. In december zou generaal-majoor Gouverneur K. Warren nog 25 km extra spoorweg vernietigen waardoor de Weldon Spoorweg onbruikbaar werd voor Lee en Petersburg.

## Aanbevolen lectuur
- Cross, David Faris. A Melancholy Affair at the Weldon Railroad: The Vermont Brigade, June 23, 1864. White Mane Publishing Company, 2003. ISBN 978-1-57249-332-2.
- Trudeau, Noah Andre. The Last Citadel: Petersburg, Virginia, June 1864 – April 1865. Baton Rouge: Louisiana State University Press, 1991. ISBN 0-8071-1861-3.
- John Horn Map of Jerusalem Plank Road: June 22, 1864